# Angelo Ottani
Angelo Ottani (Sassuolo, 18 maggio 1936) è un allenatore di calcio ed ex calciatore italiano, di ruolo mediano.
Era soprannominato  l'anti Sívori, perché era uno dei pochi difensori capaci di tenere testa all'esuberanza del grande campione e invalidarne le azioni d'attacco.

## Carriera
Ha legato la sua carriera alla maglia del Modena, con la quale ha totalizzato complessivamente 223 presenze di cui 46 in Serie A, 146 in Serie B e 32 in Serie C. Dal 1965 al 1967 ha giocato in Serie C con la Cremonese.
Terminata la carriera da professionista ha giocato nei campionati minori con la squadra della sua città, il Sassuolo, società di cui è divenuto anche allenatore dal 1970 al 1973 e dal 1975 al 1977.

## Palmarès

### Giocatore

#### Competizioni nazionali
- Serie C: 1

Modena: 1960-1961
- Serie A

Modena: 1962-1963

#### Competizioni regionali
- Prima Categoria: 1

Sassuolo: 1967-1968

### Allenatore

#### Competizioni regionali
- Promozione: 1

Sassuolo: 1976-1977